# Liste der Biografien/Not
Liste der Biografien |
Portal Biografien |
Personensuche
# |
A |
B |
C |
D |
E |
F |
G |
H |
I |
J |
K |
L |
M |
N |
O |
P |
Q |
R |
S |
T |
U |
V |
W |
X |
Y |
Z |
?
 
Na |
Nb |
Nc |
Nd |
Ne |
Nf |
Ng |
Nh |
Ni |
Nj |
Nk |
Nl |
Nm |
Nn |
No |
Nr |
Ns |
Nt |
Nu |
Nv |
Nw |
Nx |
Ny |
Nz
 
Noa |
Nob |
Noc |
Nod |
Noe |
Nof |
Nog |
Noh |
Noi |
Noj |
Nok |
Nol |
Nom |
Non |
Noo |
Nop |
Nor |
Nos |
Not |
Nou |
Nov |
Now |
Nox |
Noy |
Noz
Die Liste der Biografien führt alle Personen auf, die in der deutschsprachigen Wikipedia einen Artikel haben. Dieses ist eine Teilliste mit 237 Einträgen von Personen, deren Namen mit den Buchstaben „Not“ beginnt.

## Not
- Not3s (* 1998), britischer Rapper

### Nota
- Nota, Pieter (* 1964), niederländischer Manager
- Nótár, Mary (* 1985), ungarische Roma-Sängerin
- Notaras, Anna († 1507), Mäzenin für die Sammlung und den Druck liturgischer und antiker griechischer Schriften in Venedig
- Notaras, Chrysanthos († 1731), orthodoxer Patriarch von Jerusalem und von Konstantinopel
- Notaras, Ioannis (1805–1827), griechischer Adliger, General und Freiheitskämpfer
- Notaras, Panoutsos († 1849), griechischer Revolutionär und Politiker
- Notarbartolo, Emanuele (1834–1893), italienischer Marchese, Politiker und Großgrundbesitzer
- Notari, Angelo, italienischer Komponist des Barock
- Notari, Elvira (1875–1946), italienische Filmregisseurin, Filmproduzentin, Drehbuchautorin und Schauspielerin
- Notario, Antonio (* 1972), spanischer Fußballspieler
- Notaris, Andrea (* 1986), italienischer Grasskiläufer
- Notaris, Nicola (1727–1802), italienischer Geistlicher, römisch-katholischer Bischof von Umbriatico
- Notaro, Tig (* 1971), US-amerikanische Stand-Up-Comedienne, Schauspielerin, Drehbuchautorin und FilmregisseurinTig Notaro (* 1971)

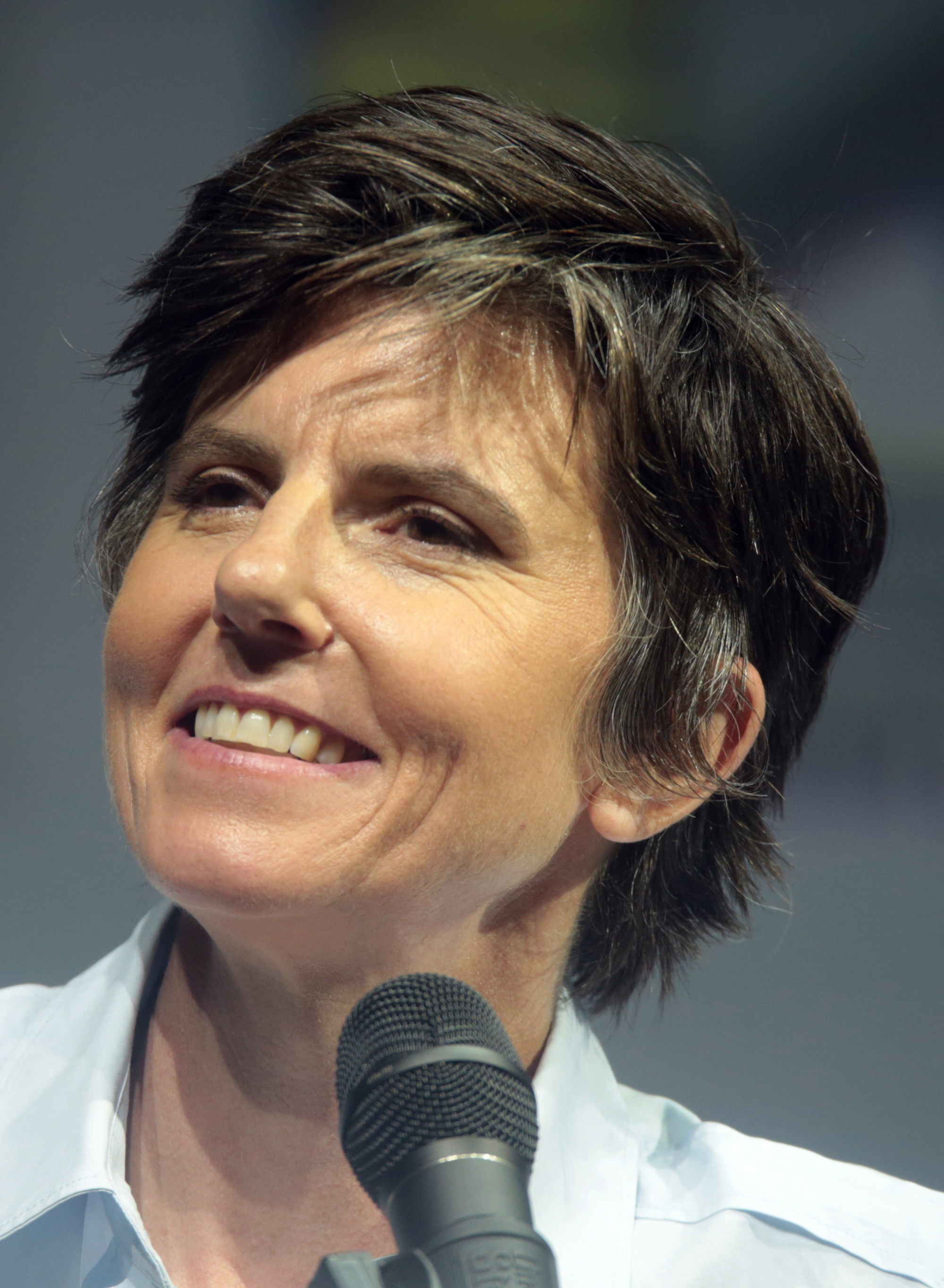
Tig Notaro (* 1971)

- Notary, Keith (* 1960), US-amerikanischer Segler
- Notary, Terry (* 1968), US-amerikanischer Schauspieler und Stuntman

### Notb
- Notbom, Felicia (* 1981), deutsche Fußballspielerin
- Notburga von Hochhausen, Ortsheilige des Ortes Hochhausen
- Notburga von Köln, deutsche Nonne, Jungfrau und Heilige
- Notburga von Rattenberg († 1313), Tiroler VolksheiligeNotburga von Rattenberg († 1313)

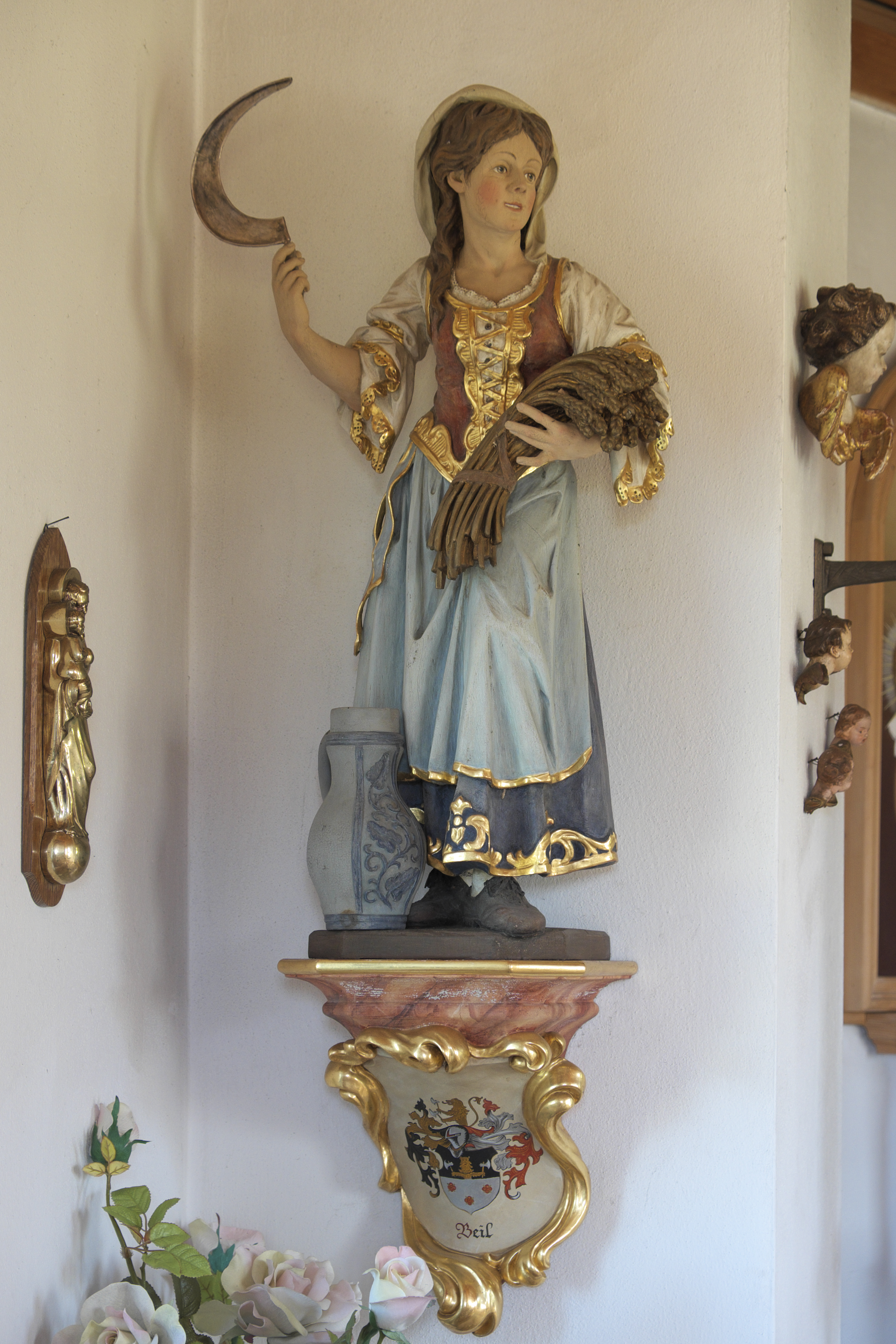
Notburga von Rattenberg († 1313)

### Note
- Noté, Jean (1858–1922), belgischer Opernsänger (Bariton)
- Note, Kessai (* 1950), marshallischer Politiker, Präsident der Marshallinseln
- Noteboom, Daniël (1910–1932), niederländischer Schachspieler
- Noteboom, Joseph (* 1995), US-amerikanischer American-Football-Spieler
- Noteboom, Stephen (* 1969), niederländischer Tennisspieler
- Nötel, Konrad (1830–1902), deutscher Reichsgerichtsrat
- Nötel, Philipp (1808–1884), deutscher Theaterschauspieler
- Noten, Han (* 1958), niederländischer Politiker
- Noten, Patrick van (* 1995), belgischer Eishockeyspieler
- Notenboom, Bernice (* 1962), niederländische Journalistin und Abenteurerin
- Notenboom, Francis (* 1957), belgischer Bogenschütze
- Notenboom, Harry (1926–2023), niederländischer Politiker (KVP, CDA), MdEP
- Noterman, Emmanuel (1808–1863), belgischer Tiermaler und Kupferstecher
- Noterman, Zacharie (1820–1890), belgischer Tiermaler und Radierer
- Notermans, Jan (1932–2017), niederländischer Fußballspieler und -trainer

### Notg
- Notger von Lüttich († 1008), Bischof zu Lüttich

### Noth
- Noth, Albrecht (1937–1999), deutscher Islamwissenschaftler
- Noth, Chris (* 1954), US-amerikanischer SchauspielerChris Noth (* 1954)

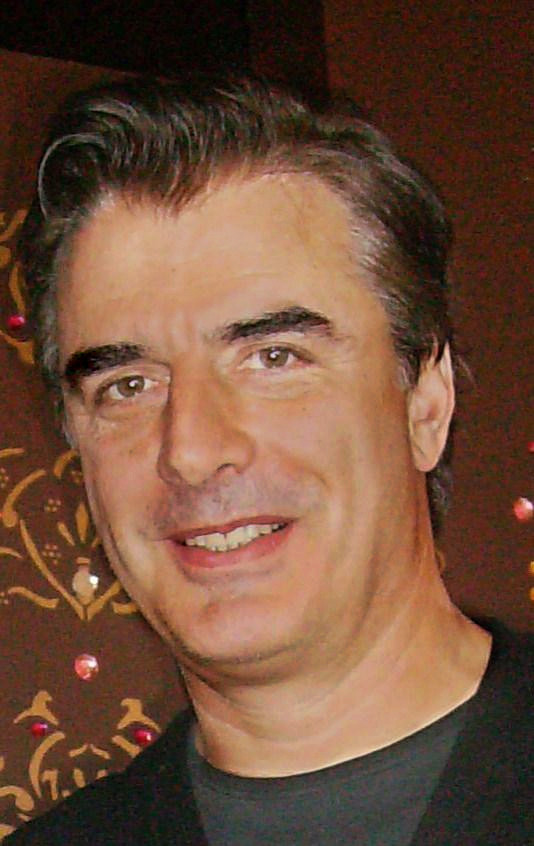
Chris Noth (* 1954)

- Nöth, Eduard (* 1949), deutscher Politiker (CSU), MdL
- Nöth, Emilia (* 2001), deutsche Schauspielerin
- Noth, Erke (1939–2007), deutsche Politikerin (FDP), MdB
- Noth, Ernst Erich (1909–1983), deutsch-amerikanischer Literaturwissenschaftler und Schriftsteller
- Noth, Gottfried (1905–1971), lutherischer Theologe und Bischof
- Nöth, Hanns (1935–2023), deutscher Verwaltungsjurist
- Nöth, Hans (1925–1978), deutscher Fußballspieler
- Nöth, Heinrich (1928–2015), deutscher Chemiker
- Noth, Herbert (1907–1967), deutscher Architekt und Hochschullehrer
- Noth, Hugo (* 1943), Schweizer Akkordeonist
- Noth, Isabelle (* 1967), Schweizer evangelische Theologin
- Nöth, Markus (* 1969), deutscher Ökonom
- Noth, Martin (1902–1968), deutscher protestantischer Theologe
- Nöth, Martina (* 1974), deutsche Fantasy-Autorin und Sängerin
- Noth, Stephan (1943–2014), deutscher Schulleiter
- Noth, Volker (* 1941), deutscher Grafiker
- Noth, Werner (* 1921), deutscher Kunsthistoriker, Mitglied der Volkskammer der DDR
- Nöth, Winfried (* 1944), deutscher Anglist, Linguist, Semiotiker und Hochschullehrer
- Nöth, Wolfgang (1943–2021), deutscher GastronomWolfgang Nöth (1943–2021)

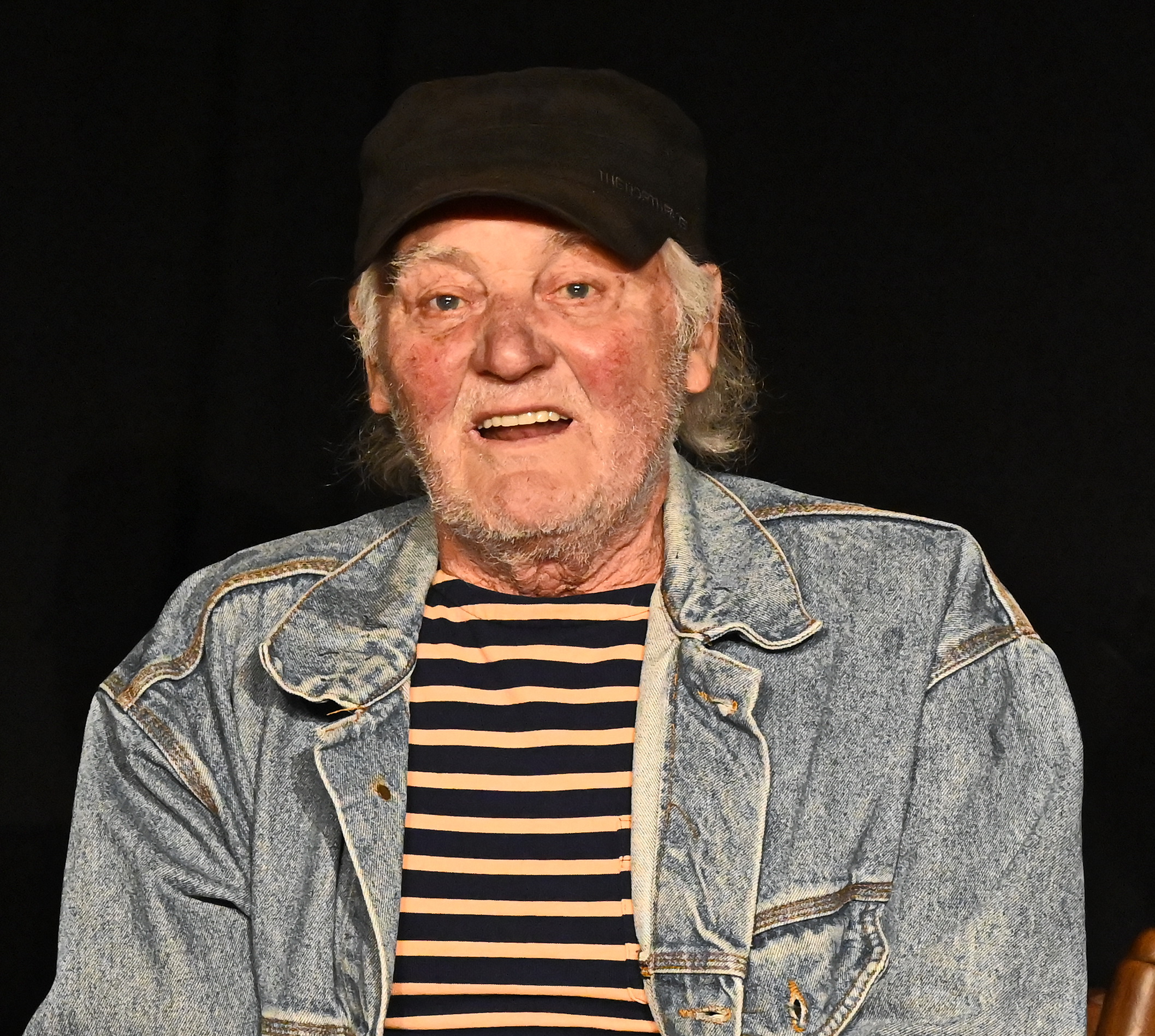
Wolfgang Nöth (1943–2021)

- Nöth, Wolfgang (* 1949), deutscher Fußballspieler
- Nöth, Wolfgang (* 1974), deutscher Opernsänger (Tenor)
- Nothacker, Gerhard Dieter (* 1953), deutscher Rechtswissenschaftler und Kriminologe
- Nothaft, Wolf Jacob (1564–1619), Truchsess von Württemberg
- Nothardt, Friedrich Magnus von (1766–1804), preußischer Offizier
- Nothbeorht, Bischof von Elmham
- Nothdorf, Edith (1934–2009), deutsche Musikpädagogin, Autorin und Komponistin
- Nothdurft, Tim (* 1997), deutscher HandballspielerTim Nothdurft (* 1997)

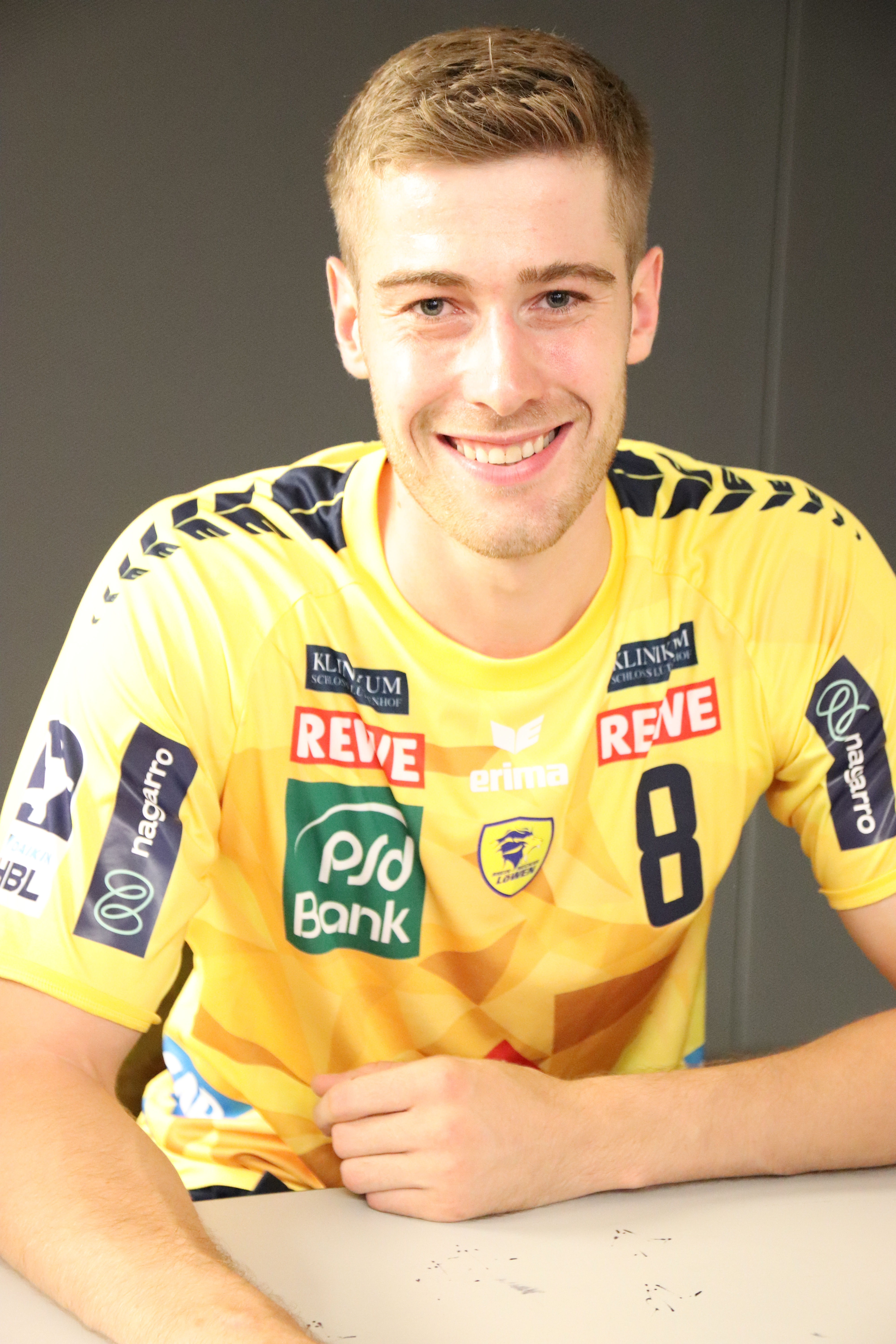
Tim Nothdurft (* 1997)

- Nothdurfter, Hans (1940–2022), Südtiroler Archäologe, Prähistoriker und Denkmalpfleger
- Nothdurfter, Michael (1961–1990), italienischer marxistischer Guerillero
- Nöthe, Christopher (* 1988), deutscher Fußballspieler
- Nothe, Werner (* 1938), deutscher Politiker (SED), Oberbürgermeister von Magdeburg
- Notheaux, Didier (1948–2021), französischer Fußballspieler und -trainer
- Notheis, Dirk (* 1968), deutscher Bankmanager und Verleger
- Notheis, Klaus, deutscher Verwaltungsbeamter, Präsident der Gemeindeprüfungsanstalt Baden-Württemberg
- Nöthel, Peter (* 1960), deutscher Koch
- Nöthel, Sven-Niklas (* 1988), deutscher Koch
- Nothelfer, Walter (1922–2014), deutscher Verbandsfunktionär und Kommunalpolitiker
- Nothelle, Claudia (* 1964), deutsche Journalistin, Chefredakteurin und Programmdirektorin
- Nothelle-Wildfeuer, Ursula (* 1960), deutsche katholische Theologin und Hochschullehrerin
- Nöthen, Erwin (1935–2022), deutscher Bildhauer und Medailleur
- Nöther, Ingo (* 1944), deutscher Bibliothekar
- Nothhafft, Susanne (* 1968), deutsche Juristin, Mediatorin und Professorin
- Nothhelfer, Gabriele (* 1945), deutsche Fotografin und Künstlerin
- Nothhelfer, Helmut (* 1945), deutscher Fotograf und Künstler
- Nothhelfer, Norbert (* 1937), deutscher Politiker (CDU), MdB und Regierungspräsident in Freiburg
- Nothhelfer, Robert (* 1969), deutscher Wirtschaftswissenschaftler und Hochschullehrer
- Nothhelm († 739), Erzbischof von Canterbury (735–739)
- Nothhelm, Unterkönig in Sussex
- Nöthig, Heinrich (1809–1876), deutscher Pastor und Politiker
- Nöthiger, Johann Ludwig (1719–1782), Schweizer Kupferstecher
- Nöthiger, Simeon (1658–1726), Schweizer evangelischer Theologe
- Nothing, Monika (* 1942), deutsche Schriftstellerin, Hörspielautorin, Malerin, Journalistin und Familienberaterin
- nothing, nowhere (* 1992), US-amerikanischer Sänger, Rapper und Songwriter
- Nothing, Volker (* 1965), deutscher Politiker (AfD)
- Nothjung, Peter (1821–1866), deutscher Schneider, Mitglied im Bund der Kommunisten
- Nothling, Zak (* 1989), neuseeländischer Eishockeytorwart
- Nothnagel, Dominik (* 1994), deutscher Fußballspieler
- Nothnagel, Hermann (1841–1905), deutscher Internist
- Nothnagel, Karl (1898–1958), deutscher Denkmalpfleger
- Nothnagel, Klaus (* 1955), deutscher Autor, Moderator, Schauspieler und Komponist
- Nothnagel, Maik (1966–2023), deutscher Politiker (Linke), MdL
- Nothnagel, Reinhard (* 1949), deutscher Jurist, Richter am Bundesfinanzhof
- Nothofer, Bernd (1941–2025), deutscher Linguist, Malaiologe und Südostasienwissenschaftler
- Nothomb, Alphonse (1817–1898), belgischer Politiker und Justizminister
- Nothomb, Amélie, belgische französischsprachige SchriftstellerinAmélie Nothomb

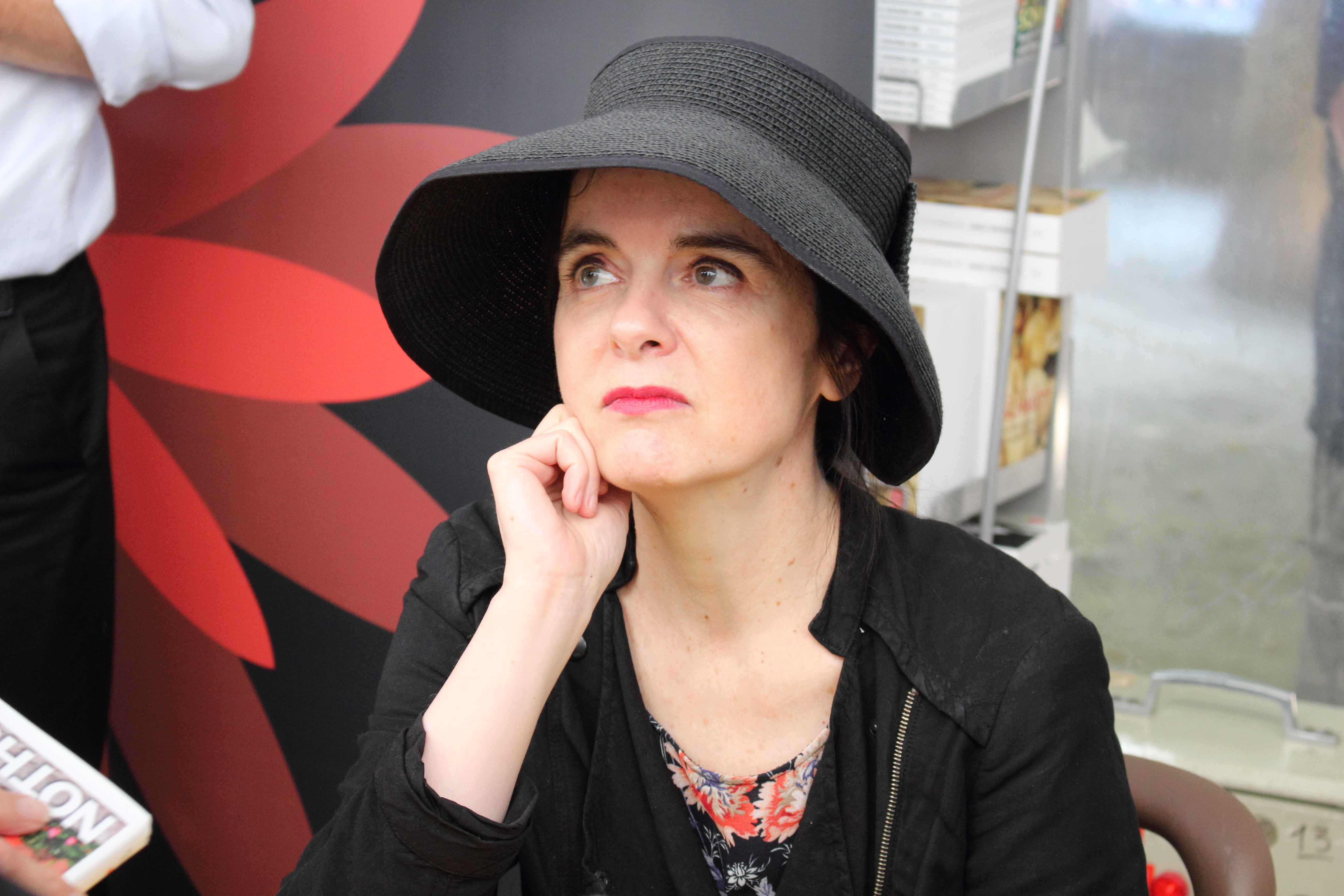
Amélie Nothomb

- Nothomb, Charles-Ferdinand (1936–2023), belgischer Politiker, MdEP
- Nothomb, Jean-Baptiste (1805–1881), belgischer Staatsmann
- Nothomb, Patrick (1936–2020), belgischer Diplomat
- Nothstein, Marty (* 1971), US-amerikanischer Radrennfahrer

### Noti
- Noti, Karl (1892–1954), ungarischer Drehbuchautor
- Noting von Konstanz († 934), Bischof von Konstanz

### Notk
- Notke, Bernt, Lübecker Maler und Bildhauer
- Notker I. († 912), Gelehrter und Dichter der karolingischen ZeitNotker I. († 912)

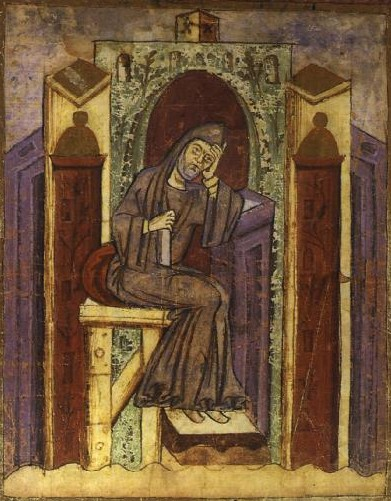
Notker I. († 912)

- Notker II. († 975), Benediktinermönch
- Notker III. († 1022), Leiter der Klosterschule in St. Gallen; Übersetzer antiker lateinischer Literatur
- Notker von St. Gallen († 975), Abt des Benediktinerklosters St. Gallen
- Notkins, Abner Louis (* 1932), US-amerikanischer Immunologe und Virologe

### Notl
- Notley, Alan (* 1940), britischer Biathlet
- Notley, Alice (1945–2025), US-amerikanische Dichterin
- Notley, R. Steven, US-amerikanischer Religionswissenschaftler und Hochschullehrer
- Notley, Rachel (* 1964), kanadische Politikerin der Alberta New Democratic Party (NDP)
- Notley, Thomas (1634–1679), Gouverneur der Province of Maryland

### Notm
- Notman, William (1826–1891), kanadischer Fotograf

### Notn
- Notnagel, Christoph (1607–1666), deutscher Mathematiker und Astronom

### Noto
- Noto, Mamiko (* 1980), japanische Synchronsprecherin
- Noto, Masahito (* 1990), japanischer Fußballspieler
- Noto, Sam (* 1930), US-amerikanischer Jazz-Trompeter
- Noto, Sunao (* 1977), japanischer Biathlet
- Noto, Vito (* 1955), italienischer Designer
- Notovitch, Nicolas (* 1858), russischer Journalist, Herausgeber und Schriftsteller
- Notowicz, Nathan (1911–1968), deutscher Musikwissenschaftler und Komponist

### Nots
- Notsch, Robert (* 1979), österreichischer Schauspieler, Regisseur und Bühnenbildner
- Nötscher, Friedrich (1890–1966), deutscher Alttestamentler
- Nötstaller, Richard (1941–2017), österreichischer Montanwissenschaftler
- Notsuda, Gakuto (* 1994), japanischer Fußballspieler

### Nott
- Nott, Abraham (1768–1830), US-amerikanischer Politiker
- Nott, David (* 1956), britischer Chirurg
- Nott, Eliphalet (1773–1866), US-amerikanischer Geistlicher, Erfinder und Erzieher
- Nott, John (1932–2024), britischer Politiker (Conservative Party), Mitglied des House of Commons
- Nott, Jonathan (* 1962), englischer DirigentJonathan Nott (* 1962)

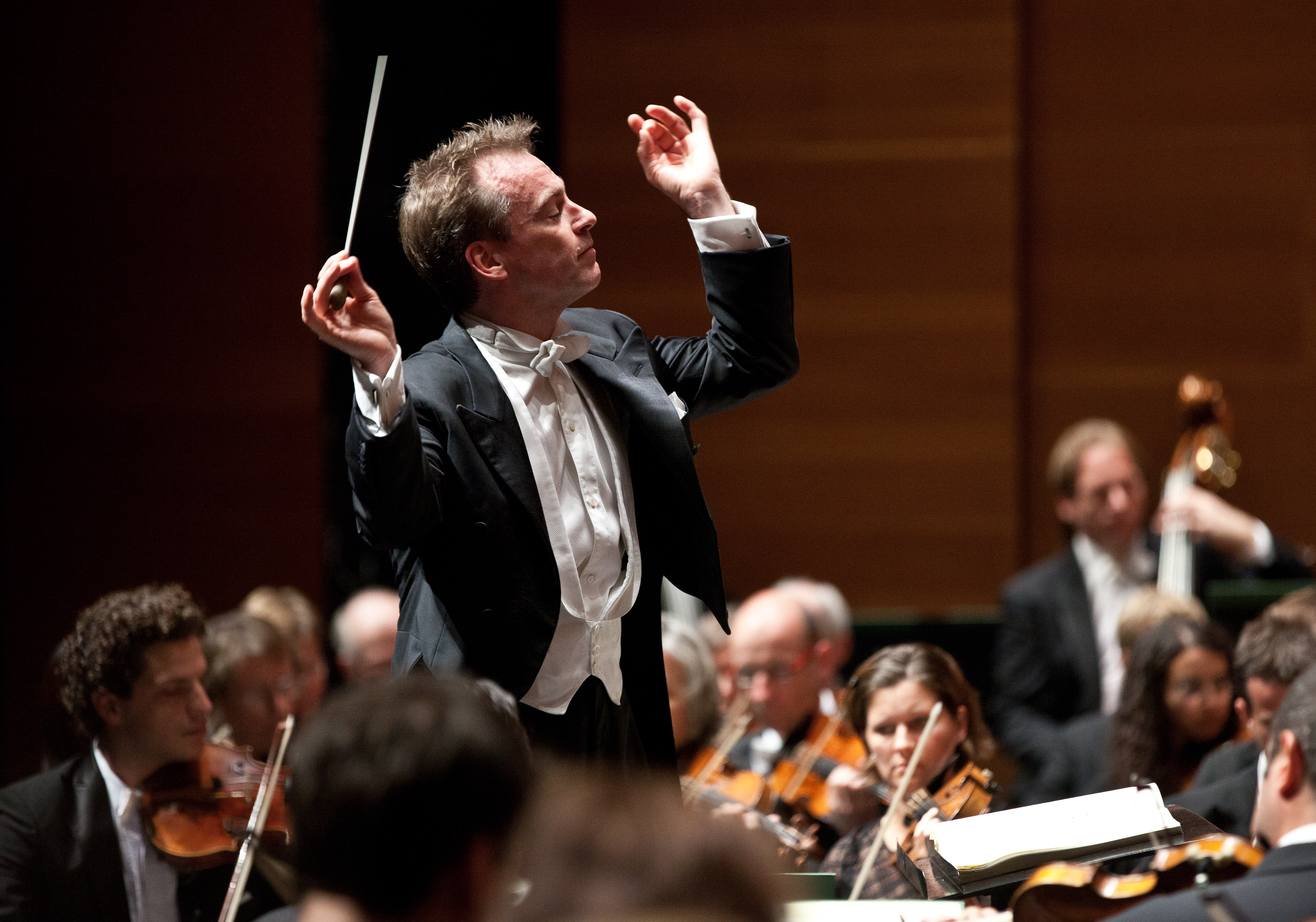
Jonathan Nott (* 1962)

- Nott, Josiah C. (1804–1873), US-amerikanischer Arzt und Rassentheoretiker
- Nott, Julian (* 1960), britischer Filmkomponist
- Nott, Peter (1933–2018), britischer Theologe; Bischof von Norwich
- Nott, Roger (1908–2000), australischer Politiker
- Nott, Tara (* 1972), US-amerikanische Gewichtheberin
- Nott, William (1782–1845), General der Britischen Ostindien-Kompanie
- Nottage, Bernard (1945–2017), bahamaischer Leichtathlet, Arzt und Politiker
- Nottage, Dexter (* 1970), US-amerikanischer Footballspieler
- Nottage, Eric (* 1994), US-amerikanischer Basketballspieler
- Nottage, Lynn (* 1964), US-amerikanische Dramatikerin
- Nottaris, Romolo (* 1946), Schweizer Bergsteiger, Bergführer und Dokumentarfilmautor
- Nottarp, Hermann (1886–1974), deutscher Rechtswissenschaftler
- Nottbeck, Arvid von (1903–1981), deutscher Jurist und Politiker (FDP), MdL
- Nottbeck, Lukas (* 1988), deutscher Fußballspieler
- Nottberg, Hermann (1911–2006), niedersächsischer Politiker (CDU), MdL Niedersachsen
- Nottbohm, Ernst (1879–1942), deutscher Lebensmittelchemiker
- Nottbrock, Fritz (1910–1997), deutscher Hürdenläufer und Sportfunktionär
- Notte, Helma (1911–1997), deutsche Leichtathletin
- Notte, John A. (1909–1983), US-amerikanischer Politiker
- Nottebaum, Theodor (1909–1964), deutscher Politiker (Zentrum), Bürgermeister von Werl (1946–1949)
- Nottebohm, Abraham (1748–1814), Großkaufmann und Abgeordneter
- Nottebohm, Carl Ludwig (1870–1945), deutscher Unternehmer und Banker
- Nottebohm, Fernando (* 1940), argentinischer Neurobiologe und Ethologe
- Nottebohm, Friedrich Wilhelm (1808–1875), deutscher Architekt, Ingenieur und Gewerbepolitiker
- Nottebohm, Gustav (1817–1882), deutscher Musikwissenschaftler, Komponist und Beethoven-Forscher
- Nottebohm, Hedwig (1886–1968), deutsche Ausdruckstänzerin
- Nottebohm, Rudolf-Dietrich (1937–2014), deutscher Schriftsteller
- Nottebohm, Theodor (1850–1931), deutscher Geistlicher, Konsistorialrat, Generalsuperintendent
- Nottelmann, Dirk (* 1962), deutscher Autor
- Nottelmann, Enno (* 1976), deutscher politischer Beamter
- Nottelmann, Hans der Ältere, deutscher Bildhauer
- Nottelmann, Hans der Jüngere, deutscher Bildhauer
- Nottelmann, Hermann (1626–1674), deutscher Pädagoge
- Nottensteiner, Felix (* 1981), deutscher Schauspieler
- Nottensteiner, Janina (* 1977), deutsche Fernsehmoderatorin
- Notter, Daniel (* 1972), Schweizer Politiker der Schweizerischen Volkspartei (SVP)
- Notter, Friedrich (1801–1884), deutscher Schriftsteller, und Politiker (DP), MdR
- Notter, Johann Martin (1735–1802), württembergischer Bankier und Handelsherr
- Notter, Kastor (1903–1950), Schweizer Radrennfahrer
- Notter, Markus (* 1960), Schweizer Politiker (SP)
- Nottes, Madeleine (1823–1861), deutsche Opernsängerin
- Nottet, Loïc (* 1996), belgischer Sänger, Tänzer und KomponistLoïc Nottet (* 1996)

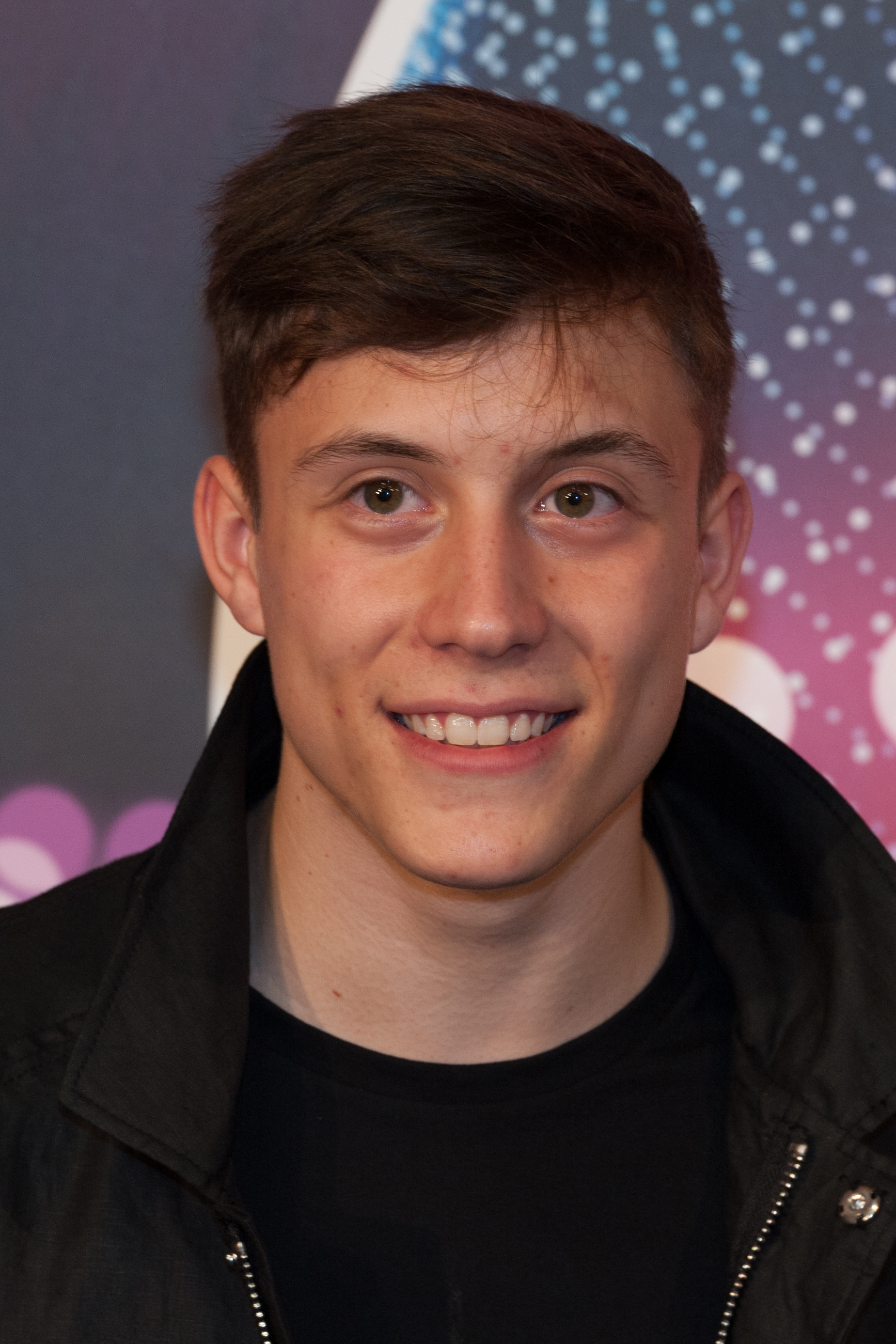
Loïc Nottet (* 1996)

- Nottet, Peter (* 1944), niederländischer Eisschnellläufer
- Nöttger, Helmut (1923–2010), deutscher Schachfunktionär
- Notthafft von Weißenstein, Cajetan Anton (1670–1752), Fürstpropst von Berchtesgaden
- Notthafft von Wernberg, Heinrich († 1440), Bürgermeister in Regensburg, Vicedom in Niederbayern, Tresorier in Hennegau, Holland und Zeeland
- Notthafft von Wernberg, Johann Heinrich (1604–1665), Reichshofrat, Reichsgraf und Reichshofratsvizepräsident
- Notthoff, Hugo (1885–1979), deutscher Maler und Grafiker
- Notthoff, Pascal (* 1963), deutscher Fußballspieler
- Notthoff, Patrick (* 1966), deutscher Fußballspieler und -trainer
- Nöttig, Karl (1806–1882), Bischof von Brünn
- Nottingham, Charles D. (* 1965), US-amerikanischer Anwalt, Chairman des Surface Transportation Boards
- Nottingham, Eugene (1939–2010), US-amerikanischer Ingenieur
- Nottingham, Jimmy (1925–1978), US-amerikanischer Jazz-Trompeter
- Nottingham, Matthew (* 1992), englischer Badmintonspieler
- Nottingham, Michael (* 1989), britischer Fußballspieler von St. Kitts und Nevis
- Nottingham, Robert of, englischer Geistlicher und Richter
- Nottingham, Wayne B. (1899–1964), US-amerikanischer Physiker
- Nottke, Joachim (1928–1998), deutscher Autor, Schauspieler und Synchronsprecher
- Nottke, Katja, deutsche Synchronsprecherin
- Nottmeier, Peter (* 1958), deutscher SchauspielerPeter Nottmeier (* 1958)

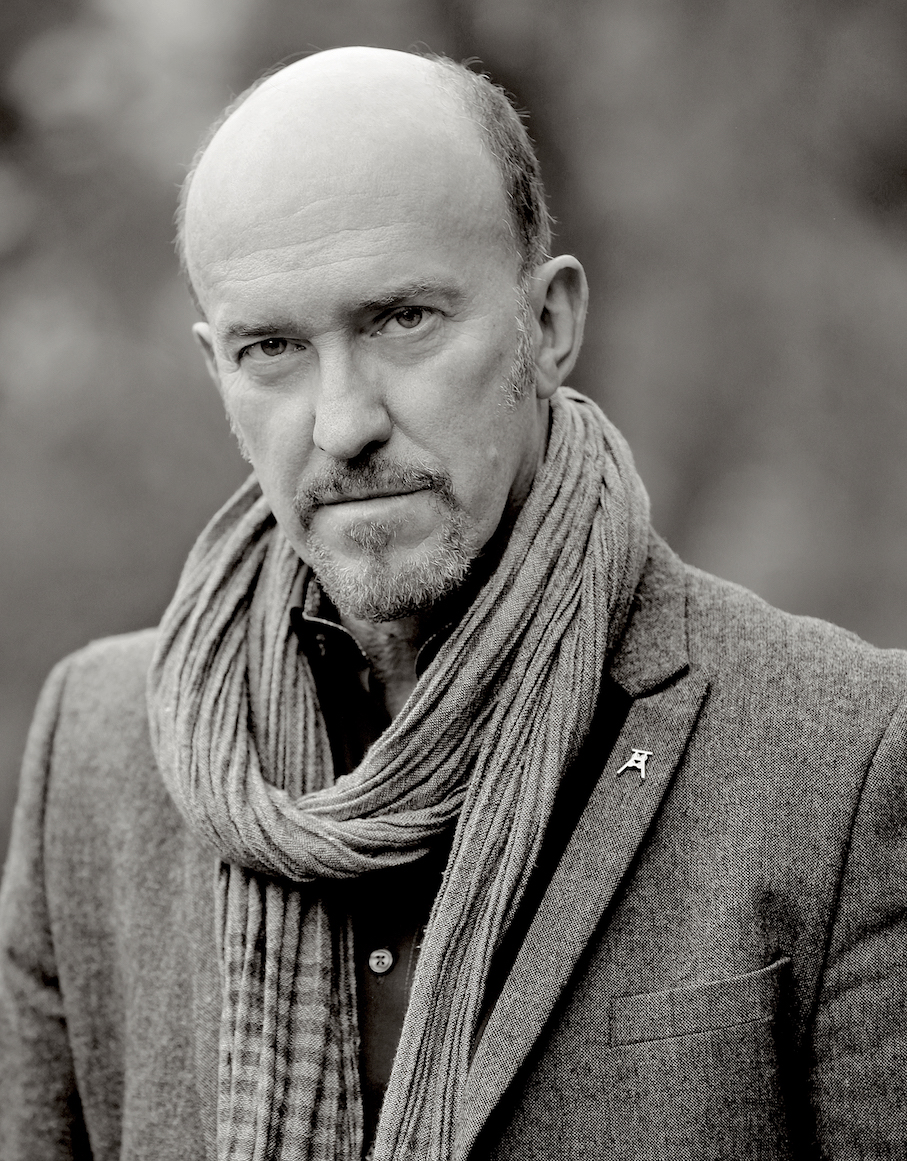
Peter Nottmeier (* 1958)

- Nottorp, Sture (1926–1991), schwedischer Autorennfahrer
- Nottret, Patric (* 1953), französischer Schriftsteller
- Nottrodt, Katrin (* 1969), deutsche Bühnenbildnerin
- Nottrodt, Rudolf-Dietrich (1927–2017), deutscher SED-Funktionär und Oberbürgermeister von Erfurt
- Nottz (* 1977), US-amerikanischer Hip-Hop-Produzent und Rapper

### Notz
- Notz, Adrian (* 1977), Schweizer Direktor und künstlerischer Leiter des Cabaret Voltaire in Zürich
- Notz, Anna von (* 1984), deutsche Rechtswissenschaftlerin
- Notz, Börries von (* 1973), deutscher Jurist und Kulturmanager
- Notz, Cedric (* 1974), aserbaidschanischer Skirennläufer
- Notz, Dieter (* 1955), deutscher Skilangläufer
- Notz, Dirk (* 1975), deutscher Klimawissenschaftler
- Notz, Eugen (1857–1917), Zisterzienser-Abt von Wettingen
- Notz, Ferdinand von (1870–1953), deutscher Offizier und Militär- und Regionalschriftsteller
- Notz, Florian (* 1992), deutscher Skilangläufer
- Notz, Friedhelm von (1935–2008), deutscher Jurist
- Notz, Gisela (* 1942), deutsche Historikerin und Sozialwissenschaftlerin
- Notz, Heinrich (1888–1951), deutscher Ingenieur
- Notz, Johannes (1802–1862), Schweizer Porträtmaler
- Notz, Klaus-Josef (1942–2013), deutscher Theologe, Soziologe, Religionswissenschaftler und Autor zur buddhistischen Wissenschaft
- Notz, Konstantin von (* 1971), deutscher Politiker (Bündnis 90/Die Grünen), MdBKonstantin von Notz (* 1971)

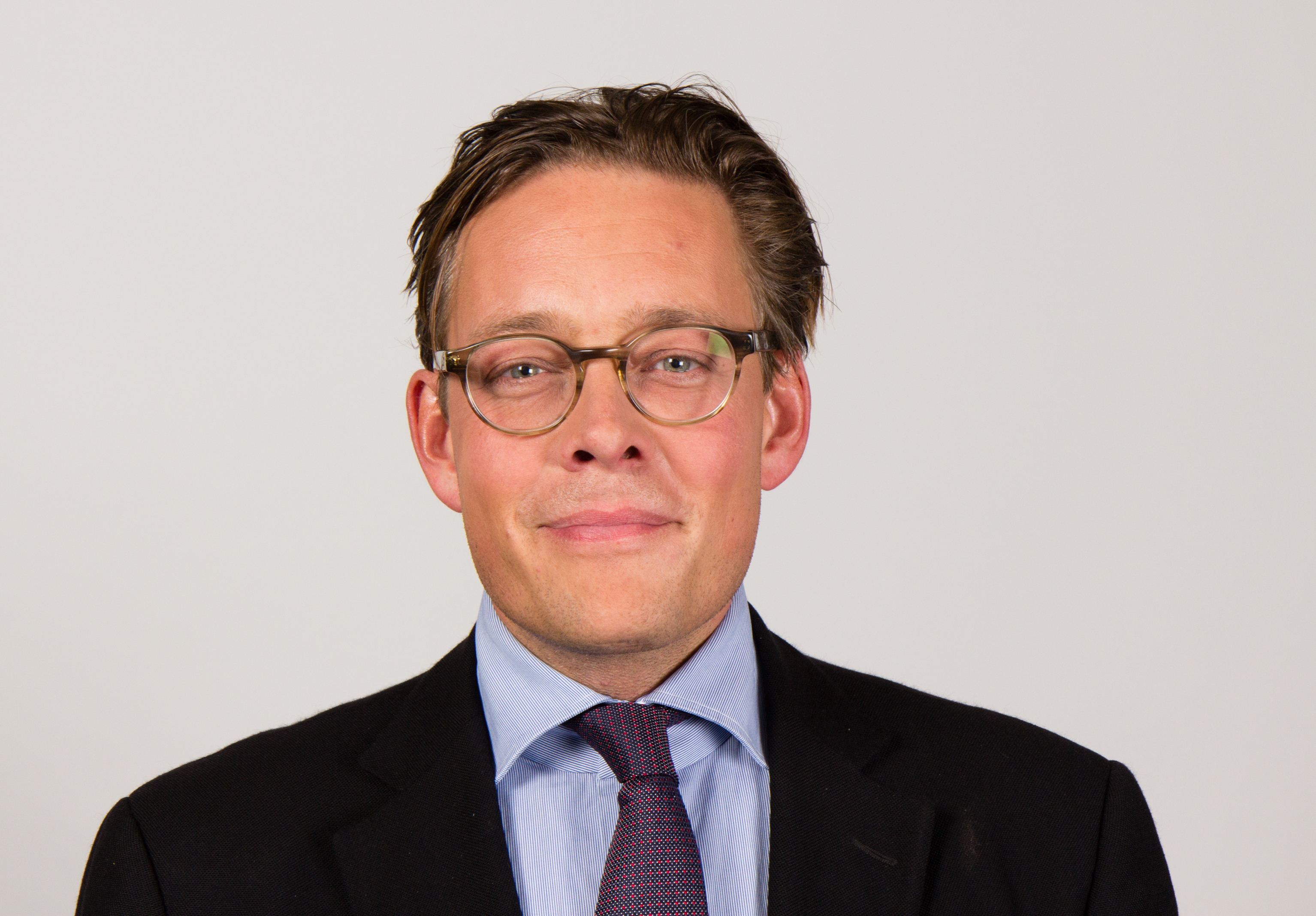
Konstantin von Notz (* 1971)

- Notz, Oskar (1899–1932), deutscher Pilot
- Notz, Robert († 1663), österreichischer Zisterzienser und Abt
- Notz-Umberg, Vera (* 1976), Schweizer Leichtathletin
- Nötzel, Karl (1870–1945), deutsch-russischer Schriftsteller und Sozialphilosoph
- Nötzel, Manfred (* 1950), deutscher Jurist
- Nötzel, Matthias (* 1971), deutscher Volleyballspieler
- Nötzel, Michael (* 1957), deutscher Politiker (CSPD, DSU, CDU), MdL, Unternehmer
- Nötzel, Sabine (* 1963), deutsche Schauspielerin und Regisseurin
- Nötzelmann, Erwin (1907–1981), deutscher Politiker (NSDAP), MdR
- Nötzli, Arnold (* 1900), Schweizer Radrennfahrer
- Nötzli, Fred (1887–1933), Schweizer Wasserbauingenieur und Hochschullehrer
- Nötzli, Hans (1921–1995), Schweizer Radrennfahrer
- Nötzli, Silvana (* 1989), Schweizer Unihockeyspielerin
- Nötzold, Dieter (1936–2020), deutscher Fußballspieler
- Nötzold, Gustav (1871–1939), deutscher Mundartdichter des Erzgebirges
- Nötzoldt, Fritz (1908–1987), deutscher Buchhändler, Kabarettist, Lektor und Buchautor
- Nötzoldt, Helmut (1913–1994), deutscher Bühnenbildner und Maler
- Notzon, Boris (* 1979), deutscher Fußball-Funktionär